# Lonchaea atronitens
Lonchaea atronitens är en tvåvingeart som beskrevs av Nikolai Vasilevich Kovalev 1973. Lonchaea atronitens ingår i släktet Lonchaea och familjen stjärtflugor. Inga underarter finns listade i Catalogue of Life.